# أولاد كواوش
أولاد ڭواوش هي قرية مغربية غرب المملكة. تنتمي أولاد ڭواوش لإقليم خريبكة. تضم هذه الجماعة القروية 3.094 نسمة (إحصاء 2004).